# Bataille de Sendanno
La bataille de Sendanno se déroule au cours de l'époque Sengoku, XVIe siècle de l'histoire du Japon. Il s'agit d'un des nombreux affrontements menés par les daimyos (seigneurs féodaux) qui essayent de réprimer les soulèvements anti-samouraïs des Ikkō-ikki. Les ikki sont des foules de paysans, petites gens, moines et samouraïs de rang inférieur qui se révoltent afin d'améliorer leur statut social en menaçant de renverser les daimyos.
En décembre 1536, Nagao Tamekage quitte le château de Kasugayama pour lutter contre les Ikkō-ikki de la province de Kaga. Ils se rencontrent et bataillent à un endroit appelé Sendanno, dans la province d'Etchū. Là, Tamekage est vaincu et tué, avec beaucoup d'autres guerriers du clan Nagao. Le fils de Tamekage, connu sous le nom de « Terutora », n'est pas présent à la bataille, mais devient plus tard le célèbre Uesugi Kenshin.

## Source de la traduction
- (en) Cet article est partiellement ou en totalité issu de l’article de Wikipédia en anglais intitulé « Battle of Sendanno » (voir la liste des auteurs).